# Sabana Grande (Sabana Grande)
Sabana Grande es un municipio del estado libre asociado de Puerto Rico. Ubicado en el área oeste de Puerto Rico. En el Censo de 2010 tenía una población 25,235 habitantes y una densidad poblacional de 278.7 personas por km².

## Geografía
Sabana Grande se encuentra ubicado en las coordenadas 18°4′44″N 66°57′38″O / 18.07889, -66.96056. Según la Oficina del Censo de los Estados Unidos, Sabana Grande tiene una superficie total de 0.29 km², que corresponden a tierra firme.

## Demografía
Según el censo de 2010, había 1554 personas residiendo en Sabana Grande. La densidad de población era de 5.405,43 hab./km². De los 1554 habitantes, Sabana Grande estaba compuesto por el 88.48% blancos, el 5.02% eran afroamericanos, el 0.71% eran amerindios, el 0.13% eran asiáticos, el 0.06% eran isleños del Pacífico, el 4.76% eran de otras razas y el 0.84% pertenecían a dos o más razas. Del total de la población el 99.55% eran hispanos o latinos de cualquier raza.